# پیتر اش (بازیکن واترپلو)
پیتر اش (انگلیسی: Peter Asch؛ زادهٔ ۲۵ ژانویه ۱۹۴۷) بازیکن واترپلو اهل ایالات متحده آمریکا بود.
وی در مسابقات کشوری و بین‌المللی در مجموع برندهٔ ۱ مدال برنز شده‌است.